# إدوارد روبنسون (سياسي)
إدوارد روبنسون (بالإنجليزية: Edward Robinson)‏ هو سياسي أمريكي، ولد في 25 نوفمبر 1796، وتوفي في 19 فبراير 1857. حزبياً، نشط في حزب اليمين. وقد انتخب عضو مجلس ولاية مين وانتخب عضو مجلس النواب الأمريكي.